# Mario Humberto Lobo
Mario Humberto Lobo (San Salvador de Jujuy, 21 de agosto de 1964) es un político y exfutbolista argentino que jugaba como delantero. Es reconocido por ser el máximo goleador histórico del club Gimnasia y Esgrima de Jujuy. Actualmente se desempeña como miembro de la Legislatura de la Provincia de Jujuy por el Frente Jujuy Crece.

## Trayectoria

### Como jugador
Lobo debutó como profesional a los 17 años en el Círculo Policial, club enrolado en la Liga Jujeña de Fútbol. En 1985 fue fichado por Gimnasia y Esgrima de Jujuy.
A mediados de 1987 se unió a Independiente, luego de impresionar al entrenador José Omar Pastoriza. Hizo su debut un 30 de agosto de 1987. 
En el primer semestre de 1989 fue cedido a préstamo al Sporting Cristal de Perú, como refuerzo para jugar la Copa Libertadores.
Regresó a Independiente para el segundo semestre de aquel 1989, gozando de numerosas oportunidades para jugar. Sin embargo a fines de 1990 aceptó una propuesta para migrar a Japón y actuar durante una temporada en el All Nipon Airways.
Volvió a Gimnasia y Esgrima de Jujuy para 1992 y al año siguiente consiguió el Torneo Nacional B y el ascenso a Primera División. Jugó varios años más en Gimnasia, convirtiéndose en el máximo goleador histórico del club.
En 1996, luego de que se frustrase su pase al Deportivo Toluca de México y al Deportivo Cuenca de Ecuador, jugó un semestre en el Santiago Wanderers de la Primera División de Chile.

### Como entrenador
Lobo fue entrenador asistente de Gimnasia y Esgrima de Jujuy en la época en que Omar Labruna dirigió al equipo, y de hecho lo sustituyó brevemente tras su renuncia en marzo de 2009. Misma función ejerció bajo el mando de Francisco Ferraro, llegando a reemplazarlo en el banquillo en junio de 2011.
En 2013 se desempeñó como director técnico de Monterrico San Vicente, club al que volvería con el mismo cargo en 2018.

## Clubes

### Como jugador
| Club                        | País      | Año       |
| --------------------------- | --------- | --------- |
| Gimnasia y Esgrima de Jujuy | Argentina | 1985-1987 |
| Independiente               | Argentina | 1987-1988 |
| Sporting Cristal            | Perú      | 1989      |
| Independiente               | Argentina | 1989-1990 |
| All Nipon Airways           | Japón     | 1991      |
| Gimnasia y Esgrima de Jujuy | Argentina | 1992-1996 |
| Santiago Wanderers          | Chile     | 1996      |
| Gimnasia y Esgrima de Jujuy | Argentina | 1997-2000 |
| Chacarita Juniors           | Argentina | 2000-2001 |
| Atlético Tucumán            | Argentina | 2001-2002 |
| Gimnasia y Esgrima de Jujuy | Argentina | 2002-2003 |
| Altos Hornos Zapla          | Argentina | 2005      |

### Como entrenador
| Club                                    | País      | Año       |
| --------------------------------------- | --------- | --------- |
| Gimnasia y Esgrima de Jujuy (asistente) | Argentina | 2008-2009 |
| Gimnasia y Esgrima de Jujuy (asistente) | Argentina | 2010-2011 |
| Monterrico San Vicente                  | Argentina | 2013      |
| Monterrico San Vicente                  | Argentina | 2018      |

#### Estadísticas
| Gimnasia y Esgrima Argentina | 2.ª                 |                     |     |     |    |   |    |     |     |      |      |
| Gimnasia y Esgrima Argentina | 2.ª                 | 1986-87             | 15  | 3   | —  | — | —  | —   | 15  | 3    | 0,07 |
| Gimnasia y Esgrima Argentina | Total club          | Total club          | 15  | 3   | 0  | 0 | 0  | 0   | 15  | 3    | 0,14 |
| Independiente Argentina | 1.ª                 |                     |     |     |    |   |    |     |     |      |      |
| Independiente Argentina | 1.ª                 | 1987-88             | 6   | 0   | —  | — | —  | —   | 6   | 0    | 0,21 |
| Independiente Argentina | 1.ª                 | 1988-89             | 7   | 1   | —  | — | 2  | 0   | 7   | 1    | 0,27 |
| Independiente Argentina | 1.ª                 | 1990                | 12  | 5   | —  | — | 4  | 1   | 16  | 6    | 0,12 |
| Independiente Argentina | Total club          | Total club          | 25  | 6   | 0  | 0 | 6  | 1   | 31  | 7    | 0,30 |
| Sporting Cristal · Perú | 1.ª                 |                     |     |     |    |   |    |     |     |      |      |
| Sporting Cristal · Perú | 1.ª                 | 1989                | 15  | 7   | —  | — | 4  | 2   | 19  | 9    | 0,07 |
| Sporting Cristal · Perú | Total club          | Total club          | 15  | 7   | 0  | 0 | 4  | 2   | 19  | 9    | 0,14 |
| Gimnasia y Esgrima Argentina |                     |                     |     |     |    |   |    |     |     |      |      |
| 1.ª | 1991-92             | 36                  | 9   | 1   | 0  | 7 | 1  | 44  | 10  | 0.23 |      |
| 2.ª | 1992-93             | 20                  | 12  | 1   | 1  | 2 | 0  | 20  | 12  | 0.21 |      |
| 1.ª | 1993-94             | 10                  | 2   | 3   | 0  | — | —  | 13  | 2   | 0.15 |      |
| 1.ª | 1994-95             | 16                  | 8   | 3   | 0  | — | —  | 19  | 8   | 0.33 |      |
| 1.ª | 1995-96             | 27                  | 4   | 3   | 0  | — | —  | 30  | 4   | 0.13 |      |
| 1.ª | 1996-97             | 3                   | 0   | 2   | 0  | — | —  | 5   | 0   | 0,00 |      |
| 1.ª | 1997-98             | 28                  | 4   | 1   | 0  | — | —  | 29  | 4   | 0.14 |      |
| 1.ª | 1998-99             | 28                  | 19  | 1   | 0  | — | —  | 29  | 19  | 0.14 |      |
| 1.ª | 1999-00             | 28                  | 7   | 1   | 0  | — | —  | 29  | 7   | 0.14 |      |
| 2.ª | 2002-03             | 28                  | 6   | 1   | 0  | — | —  | 29  | 6   | 0.14 |      |
| Total club | Total club          | 140                 | 27  | 14  | 2  | 9 | 1  | 163 | 30  | 0.18 |      |
| Santiago Wanderers · Chile | 1.ª                 |                     |     |     |    |   |    |     |     |      |      |
| Santiago Wanderers · Chile | 1.ª                 | 1996                | 11  | 3   | -  | - | —  | —   | 11  | 3    | 0.32 |
| Santiago Wanderers · Chile | Total club          | Total club          | 11  | 3   | 0  | 0 | 0  | 0   | 11  | 3    | 0.32 |
| Chacarita Juniors Argentina | 1.ª                 |                     |     |     |    |   |    |     |     |      |      |
| Chacarita Juniors Argentina | 1.ª                 | 2000-01             | 23  | 0   | 2  | 1 | —  | —   | 25  | 1    | 0.32 |
| Chacarita Juniors Argentina | Total club          | Total club          | 23  | 0   | 2  | 1 | 0  | 0   | 25  | 1    | 0.32 |
| Atlético Tucumán Argentina | 1.ª                 |                     |     |     |    |   |    |     |     |      |      |
| Atlético Tucumán Argentina | 1.ª                 | 2001-02             | 13  | 4   | —  | — | —  | —   | 13  | 4    | 0.32 |
| Atlético Tucumán Argentina | Total club          | Total club          | 13  | 4   | 0  | 0 | 0  | 0   | 13  | 4    | 0.32 |
| Total en su carrera | Total en su carrera | Total en su carrera | 456 | 116 | 16 | 3 | 41 | 10  | 513 | 129  | 0.25 |
| (1) Las copas nacionales se refiere a la Copa Argentina (1985-93). (2) Las copas internacionales se refiere a la Copa Libertadores (1984-95); Copa Intercontinental (1984); Copa de la UEFA (1985-87); Recopa Sudamericana (1995-96) y Supercopa Sudamericana (1995-98) . (3) Media de goles por encuentro. No incluye goles en partidos amistosos. |                     |                     |     |     |    |   |    |     |     |      |      |

## Palmarés

### Como jugador
| Título               | Club                        | País      | Año     |
| -------------------- | --------------------------- | --------- | ------- |
| Campeonato Argentino | Independiente               | Argentina | 1988-89 |
| Primera B Nacional   | Gimnasia y Esgrima de Jujuy | Argentina | 1993-94 |

## Vida personal
Tras dejar la práctica profesional del fútbol, Lobo trabajó como funcionario en la Municipalidad de San Salvador de Jujuy durante la intendencia de Raúl Jorge, encargándose del área de deportes. En 2021 fue electo concejal de la ciudad en representación de la Unión Cívica Radical. Al vencer su mandato en 2025, se postuló como diputado provincial por el Frente Jujuy Crece, ganando su banca en la Legislatura de la Provincia de Jujuy.
En 2018 integró la selección de fútbol de Argentina senior. De hecho, por su participación y promoción del fútbol para veteranos, en Jujuy se celebra en su honor el Día del Jugador Veterano de Fútbol cada tercer sábado de diciembre.
Es hermano de Luis Lobo y padre de Ignacio Lobo, ambos también futbolistas profesionales.